# Ukraine au Concours Eurovision de la chanson 2019
L'Ukraine devait être l'un des pays participants du Concours Eurovision de la chanson 2019, qui se déroule à Tel-Aviv en Israël. Le pays était initialement représenté par Maruv, avec sa chanson Siren Song. Mais, finalement, le pays se retire le 27 février 2019 pour des raisons majoritairement politiques.

## Sélection
Le diffuseur ukrainien UA:PBC a confirmé sa participation le 15 mai 2018, confirmant également l'utilisation de l'émission Vidbir 2019 comme sélection, toujours en partenariat avec STB.

### Format
La sélection, se déroulant sur trois semaines — les 9, 16 et 23 février 2019 — comporte deux demi-finales et une finale. Seize artistes y participent au total. Huit artistes prennent part dans chacun des demi-finales, et à chaque fois trois d'entre eux se qualifient pour la finale via un vote combinant le jury de l'émission et le télévote ukrainien. Lors de la finale, le vainqueur est déterminé selon le même système de vote parmi les six artistes encore en lice.

### Chansons
- Retrait
- Chanson de remplacement

| Artiste                 | Chanson            |
| ----------------------- | ------------------ |
| Anna Maria              | My Road            |
| Bahroma                 | Nazavzhdy-Navsegda |
| Braii                   | Maybe              |
| Brunettes Shoot Blondes | Houston            |
| Freedom Jazz            | Cupidon            |
| Ivan Navi               | All for the Love   |
| Kazka                   | Apart              |
| Khayat                  | Ever               |
| Kira Mazur              | Dykhaty            |
| Laud                    | 2 dni              |
| Letay                   | Myla moya          |
| Maruv                   | Siren Song         |
| The Hypnotunez          | Hey                |
| Tayanna                 | Ochi               |
| TseSho                  | Hate               |
| Vera Kekelia            | Wow!               |
| Yuko                    | Galyna guliala     |

### Émissions

#### Demi-finales
- Qualifiés

##### Première demi-finale
| Ordre | Artiste                 | Chanson            | Jury | Télévote    | Télévote | Total | Place |
| Ordre | Artiste                 | Chanson            | Jury | Pourcentage | Points   | Total | Place |
| ----- | ----------------------- | ------------------ | ---- | ----------- | -------- | ----- | ----- |
| 1     | The Hypnotunez          | Hey                | 1    | 5,33%       | 1        | 2     | 8     |
| 2     | Letay                   | Myla moya          | 2    | 10,42%      | 3        | 5     | 7     |
| 3     | Vera Kekelia            | Wow!               | 4    | 7,86%       | 2        | 6     | 6     |
| 4     | Tsesho                  | Hate               | 5    | 13,78%      | 6        | 11    | 4     |
| 5     | Yuko                    | Galyna guliala     | 8    | 13,39%      | 5        | 13    | 3     |
| 6     | Maruv                   | Siren Song         | 6    | 22,64%      | 8        | 14    | 1     |
| 7     | Brunettes Shoot Blondes | Houston            | 7    | 15,44%      | 7        | 14    | 2     |
| 8     | Bahroma                 | Nazavzhdy-Navsegda | 3    | 11,15%      | 4        | 7     | 5     |

##### Deuxième demi-finale
| Ordre | Artiste      | Chanson          | Jury | Télévote    | Télévote | Total | Place |
| Ordre | Artiste      | Chanson          | Jury | Pourcentage | Points   | Total | Place |
| ----- | ------------ | ---------------- | ---- | ----------- | -------- | ----- | ----- |
| 1     | Ivan Navi    | All for the Love | 4    | 11,64%      | 4        | 8     | 6     |
| 2     | Anna Maria   | My Road          | 5    | 16,73%      | 7        | 12    | 2     |
| 3     | Kazka        | Apart            | 7    | 13,44%      | 5        | 12    | 3     |
| 4     | Kira Mazur   | Dykhaty          | 1    | 4,05%       | 1        | 2     | 8     |
| 5     | Laud         | 2 dni            | 6    | 8,11%       | 3        | 9     | 4     |
| 6     | Khayat       | Ever             | 2    | 14,63%      | 6        | 8     | 5     |
| 7     | Braii        | Maybe            | 3    | 5,76%       | 2        | 5     | 7     |
| 8     | Freedom Jazz | Cupidon          | 8    | 25,64%      | 8        | 16    | 1     |

#### Finale
- Vainqueur

| Ordre | Artiste                 | Chanson        | Jury | Télévote | Total | Place |
| ----- | ----------------------- | -------------- | ---- | -------- | ----- | ----- |
| 1     | Freedom Jazz            | Cupidon        | 6    | 4        | 10    | 2     |
| 2     | Yuko                    | Galyna guliala | 4    | 1        | 5     | 5     |
| 3     | Maruv                   | Siren Song     | 5    | 6        | 11    | 1     |
| 4     | Brunettes Shoot Blondes | Houston        | 2    | 3        | 5     | 4     |
| 5     | Kazka                   | Apart          | 3    | 5        | 8     | 3     |
| 6     | Anna Maria              | My Road        | 1    | 2        | 3     | 6     |

La finale se conclut par la victoire de Maruv et de sa chanson Siren Song. La participation de la chanteuse à l'Eurovision 2019 n'est cependant pas garantie de manière immédiate par le diffuseur, qui lui demande de signer un contrat avant toute annonce officielle.

## Retrait du pays
Deux jours avoir remporté la finale de l'émission de sélection Vidbir le 23 février 2019, la chanteuse Maruv révèle dans un message posté sur Facebook les détails du contrat du diffuseur ukrainien UA:PBC pour assurer sa participation au Concours. Ce contrat stipule entre autres que la chanteuse ne devait pas parler au journalistes sans l'accord de la chaîne, ce que Maruv a qualifié dans sa publication de « violation à la liberté d'expression et aux droits de l'homme », ou encore d'annuler ses concerts prévus en Russie. En effet, la chanteuse a souvent été critiquée à cause de ses nombreux concerts en Russie, pays en guerre avec l'Ukraine, ce qui lui a même valu une question de la jurée Jamala lors de la finale de Vidbir. Jamala lui a ainsi demandé si elle pensait que la Crimée appartenait à l'Ukraine, question à laquelle Maruv a répondu par l'affirmative.
La candidate a qualifié ce contrat d'« absurde », se plaignant également de « ne rien recevoir en retour de [la chaîne], pas un sou de soutien financier, ni d'aide à l'organisation d'un voyage, ni, surtout, de soutien promotionnel international. Je dois même m'occuper moi-même d'un visa. » Cependant, elle affirme ne vouloir représenter aucun autre pays que l'Ukraine, malgré des propositions lui ayant été faites par trois pays différents. En cas de manquement à ces obligations, la chanteuse se verra recevoir une amende de 2 MUAH, soit environ 65 400 €,.
Le 25 février 2019, il est annoncé que Maruv ne représentera pas son pays lors du Concours 2019. En effet, après des négociations de plus de 5 heures, UA:PBC et la chanteuse ne sont pas parvenus à un accord. Dans un communiqué, le diffuseur ukrainien justifie ce désaccord, expliquant que « le radiodiffuseur participant doit s'assurer du caractère apolitique de la compétition. La situation actuelle autour des élections nationales de cette année présente des signes de politisation. » Le diffuseur prétend également « per[cevoir] dans cette situation le danger d'une montée de la division de la société ukrainienne, ce qui est contraire aux objectifs de la Public Broadcasting Company. »,.
La chanteuse a quant à elle réagi à cette annonce et justifié son refus de signer le contrat dans une seconde publication Facebook. Elle explique que le problème ne venait pas de l'annulation de concerts en Russie, mais d'autres clauses du contrat qui « feraient d'elle une esclave » si elle venait à les signer. Elle se dit « pas prête à inventer des slogans, en transformant mon séjour au concours en promotions de nos politiciens. Je suis musicienne, pas membre de l'arène politique. ». Finalement, le 27 février 2019, il est annoncé que l'Ukraine se retire du Concours pour cette année, faute de candidats. En effet, le diffuseur a proposé à Freedom Jazz et Kazka, artistes arrivés respectivement en 2e et 3e position de l'émission Vidbir 2019 de participer, mais ceux-ci ont refusé,.